# Kiváló Európai Desztinációk

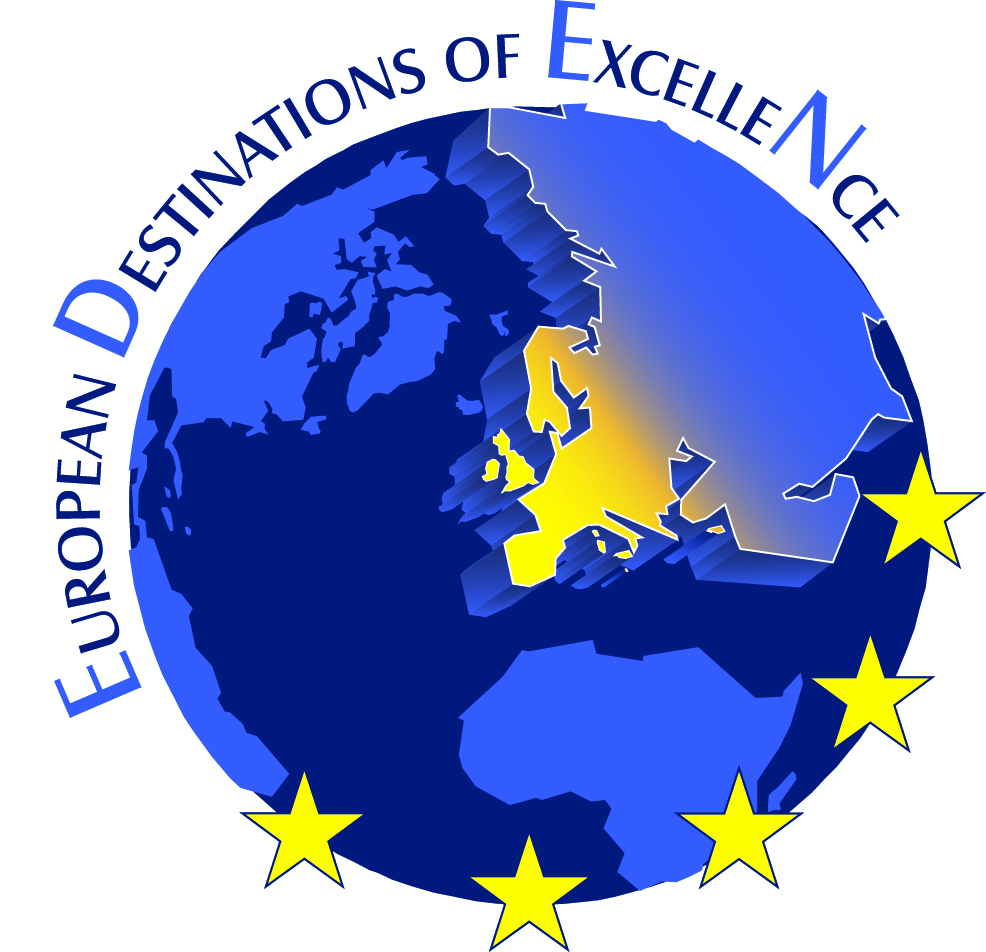
Az EDEN-pályázat logója

A Kiváló Európai Desztinációk (angolul European Destinations of Excellence, EDEN) az Európai Bizottság 2006-ban indított turisztikai programja, és ezzel összefüggő pályázata, melynek célja, hogy felhívja a figyelmet egyes európai látványosságokra.

## A pályázat
Az EDEN pályázat kiírója az Európai Bizottság megbízásával a Kis- és Középvállalkozások Végrehajtó Ügynöksége (EASME), hazai lebonyolítója a 2006-os indulás óta a Magyar Turizmus Zrt., illetve jogutódja, a Magyar Turisztikai Ügynökség. A pályázatok elbírálása a MTÜ, továbbá külső szakértők bevonásával zajlik le. A formai és többlépcsős szakmai értékelést a Magyar Turisztikai Ügynökség az adott témához szorosan kapcsolódó minisztériumok, szakmai szervezetek képviselője által felállított értékelő csoport végzi. Az értékelés folyamán sor kerül a pályázó térség helyszíni látogatására is. A végleges döntést egy szakmai záró konferencia keretei között az ún. Döntőbizottság hozza meg, amely turisztikai szakemberekből és releváns szakmai szervezetek képviselőiből áll. A Döntőbizottság figyelembe veszi a térségek pályázati anyagait, az Értékelő Csoport által felterjesztett értékeléseket, valamint az elhangzó prezentációkat. A Döntőbizottság döntését a nyilvánosság előtt szakmailag megindokolja.
A projektben az EU tagállamai vesznek részt. Az országok pályázati kiírói megneveznek öt pályázót, akik közül kiválasztásra kerül tagállamonként egy turisztikai célpont, amely különféle díjazásokban részesül. A kiválasztott pályázóknak a kiíró megjelenési lehetőséget, promóciós támogatást nyújt, és részt vehetnek a fődíj kihirdetése során egy bemutatkozó-díjátadó ceremónián. A nyertes és a további négy döntős pályázó a kapott támogatást marketingcélokra fordíthatja. Az EDEN program megvalósítása érdekében az EASME európai szintű díjátadó rendezvényeket szervez, és további marketingeszközöket biztosít a nyerteseknek, pl. média- és online kampányok, audiovizuális anyagok, brosúrák, tájékoztató füzetek létrehozása és szétosztása, turisztikai rendezvényeken való részvétel stb. A projekt időtartama a kiválasztás évében 10 hónap, a promóciós évben 18 hónap.
A pályázatot kezdetben évenként, majd kétévente hirdették meg. A pályázatot négy alkalommal (2012, 2014, 2016 és 2018-ban) nem egy adott turisztikai termék „fejlesztésére”, hanem az eddigi nyertesek népszerűsítésére írták ki. 2007-2017 között 26 különböző ország összesen 140 úti célja kapta meg az EDEN díjat. 2012-ben az EDEN hálózat tagjainak többsége létrehozott egy nemzetközi nonprofit szervezetet, az EDEN hálózat egyesületet (AISBL).

## Magyarországi díjazottak
- 2007 Őrség (a legjobban fejlődő vidéki desztináció)[3]
- 2008 Hortobágy (a legjobb élő hagyományokat őrző desztináció)[4]
- 2009 Írottkő Natúrpark (a legjobb ökoturisztikai desztináció)[5]
- 2010 Tisza-tó (a legjobb természetes vizű desztináció)[6]
- 2011 Mecsek (a legjobb ipari értéket őrző és megújító desztináció)[7]
- 2013 Kaposvár és a Zselic (a legjobb akadálymentes desztináció)[8]
- 2015 Mecsek Zöldút (Magyarország legízletesebb úti célja)[9]
- 2017 Középkori templomok útja (Magyarország legígéretesebb kulturális úti célja)[10]

### Ismertetők
- Mi az az EDEN?. www.eden.itthon.hu. [2018. február 27-i dátummal az eredetiből archiválva]. (Hozzáférés: 2018. március 9.)
- EDEN - European Destinations of Excellence - Growth - European Commission. (Hozzáférés: 2018. március 9.)
- YourEdenExperience | The Eden Treasure (amerikai angol nyelven). youredenexperience.com. (Hozzáférés: 2018. március 9.)

### Pályázati anyagok
- European Destinations of Excellence – Promotion of EDEN destinations and awareness raising (Pályázati kiírás) (angol nyelven) (PDF), 2015. (Hozzáférés: 2018. március 9.)
- Pályázati útmutató az Európai Bizottság támogatásával megvalósuló „Egy csipet Magyarország” című pályázathoz (PDF). Magyar Turizmus Zrt., 2013. április 13. [2015. szeptember 15-i dátummal az eredetiből archiválva]. (Hozzáférés: 2018. március 9.)